# Oxycoryninae
Oxycoryninae jsou podčeleď primitivních nosatců z čeledi Belidae, avšak někdy jsou zařazováni jako samostatná čeleď Oxycorynidae. Stejně jako ostatní belidy, jejich tykadla jsou přímá, ne klikovitá jako u pravých nosatců (Curculionidae), jejich larvy se živí dřevem nebo hnijícími rostlinami a ovocem, zdravým rostlinám se vyhýbají.